# RabbitMQ
RabbitMQ是实现了高级消息队列协议（AMQP）的开源消息代理软件（亦称面向消息的中间件）。RabbitMQ服务器是用Erlang语言编写的，而群集和故障转移是构建在開放電信平台框架上的。所有主要的编程语言均有与代理接口通讯的客户端函式庫。

## 历史
Rabbit科技有限公司开发了RabbitMQ，并提供对其的支持。起初，Rabbit科技是LSHIFT和CohesiveFT在2007年成立的合资企业，2010年4月被VMware旗下的SpringSource收购。RabbitMQ在2013年5月成为GoPivotal的一部分 。

## 基本概念
RabbitMQ是一套开源（MPL）的消息队列服务软件，是由 LShift 提供的一个 Advanced Message Queuing Protocol (AMQP) 的开源实现，由以高性能、健壮以及可伸缩性出名的 Erlang 写成。
RabbitMQ服务支持下列操作系统：
- Linux
- Windows, NT 到 10
- Windows Server 2003 到 2016
- macOS
- Solaris
- FreeBSD
- TRU64（英语：TRU64）
- VxWorks

RabbitMQ支持下列编程语言：
- Python
- Java
- Ruby
- PHP
- C#
- JavaScript
- Go
- Elixir
- Objective-C
- Swift

## 主要特性
- 可伸缩性：集群服务
- 消息持久化：从内存持久化消息到硬盘，再从硬盘加载到内存